# Maho Beach

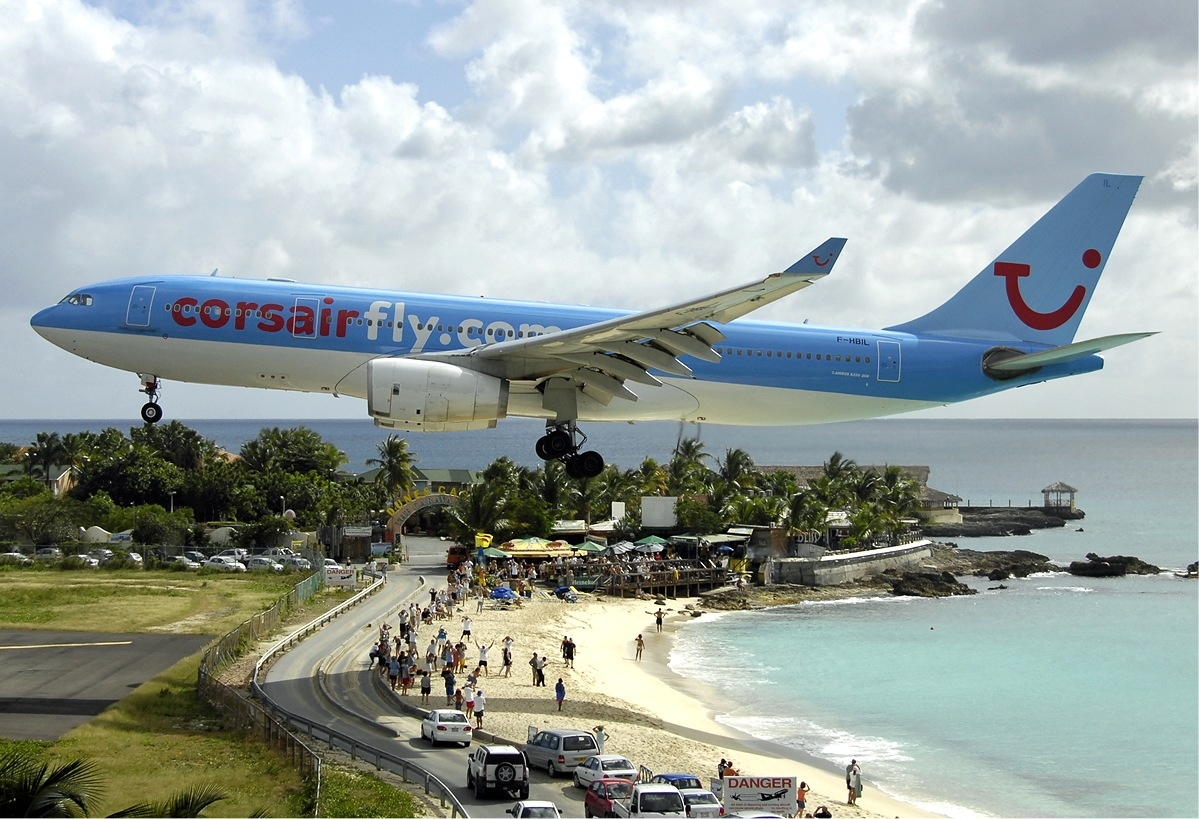
Airbus A330 im Endanflug über Maho Beach

Maho Beach ist ein Strand auf dem niederländischen Teil der Insel St. Martin in der Karibik. Er ist insbesondere bei Planespottern bekannt durch seine direkte Lage am Princess Juliana International Airport und der sich dort bietenden Möglichkeit, Flugzeuge im tiefen Endanflug direkt zu beobachten. 
Durch den verheerenden Hurrikan Irma wurden Strand und Flughafen 2017 schwer verwüstet. 

## Touristische Attraktion

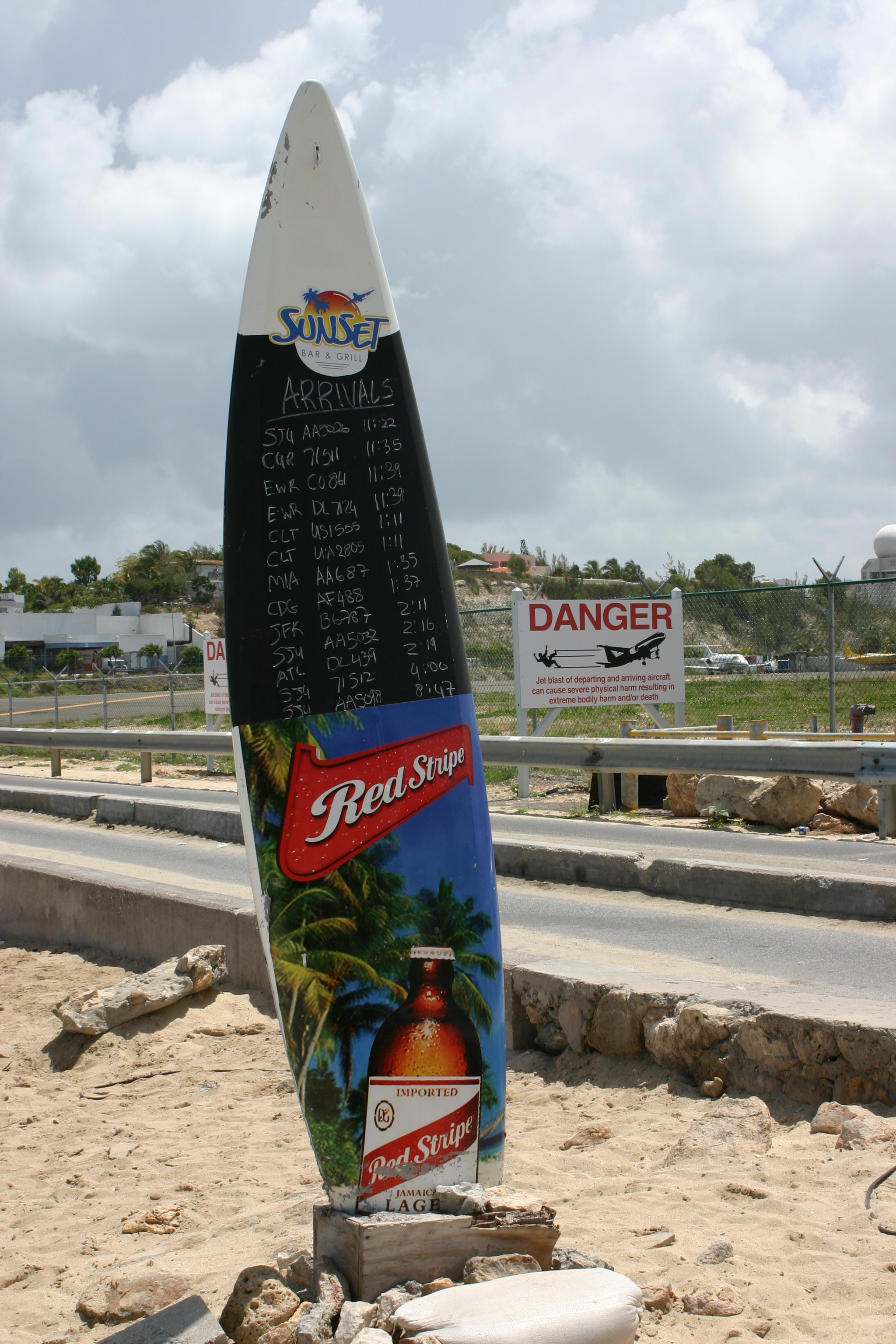
Ankunftszeiten

Die Starts und Landungen der Flugzeuge sind die wesentliche Attraktion des Strandes. Zur Information der Schaulustigen werden die täglichen Flugbewegungen (Fluggesellschaften, Landezeiten und Abflugorte) am Strand neben der Landebahn von einem Restaurant-Betreiber handschriftlich auf einem Surfbrett aktualisiert.

### Landungen
Die Landeschwelle der Landebahn ist nur ca. 160 Meter vom Strand entfernt. Landende Flugzeuge überqueren den Strand in spektakulär geringer Höhe von ca. 25 Metern beim Standardanflug. 

### Starts
Weil die Flugzeuge meist Richtung Osten starten und wegen der Hügel dort schnell an Höhe gewinnen müssen, wird der Schub häufig schon im Stand vollständig aufgebaut, bevor die Bremsen gelöst werden. Dieser Schub sorgt für einen sehr kräftigen Wind bis hin zum Strand, der oft auch kleine Steine und Sand aufwirbelt und deswegen eine Gefahr für Besucher sein kann. 

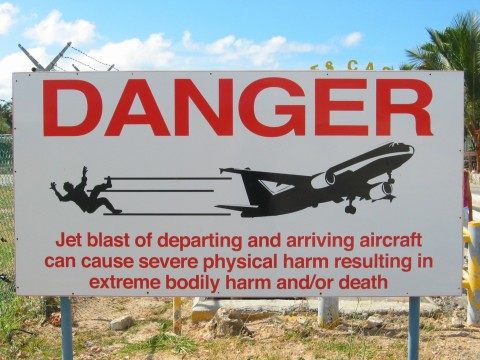
Warnschild am Strand

Viele Touristen treten trotz deutlichen Warntafeln bis an den Zaun heran, der nur etwa 100 Meter von der Startposition der Flugzeuge entfernt ist, und versuchen sich an ihm festzuhalten. Hierdurch kam es bereits mehrfach zu Unfällen mit Verletzungen oder sogar Todesfolge, darunter die folgenden:
- Im April 2012 wurden zwei französische Touristen vom Schubstrahl einer startenden Maschine vom Zaun weggerissen und zum Teil schwer verletzt.[1]
- Im Juli 2017 erlitt eine Frau aus Neuseeland tödliche Verletzungen, als sie vom Zaun weggerissen wurde und mit dem Kopf auf einen Betonblock aufschlug.[2][3]